# Борисівка (Бердянський район)
Борисі́вка — село в Україні, у Приморській міській громаді Бердянського району Запорізької області. Населення становить 1153 особи.

## Географія
Село Борисівка розташоване за 180 км від обласного центру та 39 км від районного центру,  на правому березі річки Кільтиччя, вище за течією примикає село Лозанівка, нижче за течією на відстані 2,5 км розташоване село Банівка. Річка в цьому місці звивиста, утворює лимани і стариці.

## Історія
Датою заснування села вважається 1861 рік під первинною назвою Іванівка, на місці ногайських аулів Болутмак й Курумбаш Бердянського повіту Таврійської губернії.
На початку 1930-х років у селі Борисівка відбувся жіночий бунт проти дій влади, яка руками місцевих комсомольців забирала у селян хліб і тим самим прирікала їх на голодну смерть. 6 жовтня 1930 року стався перший опір і неприйняття партійних рішень за ініціативою 24-річного Івана Бондаренка. Десятки жінок своїми тілами перекрили всі в'їзди у двори, вони стояли пліч-о-пліч і нікого не пропускали. Міліція заарештувала протестуючих, у відповідь на це ще більше людей взяли участь у повстанні. Народні повстання проходили по всій території Запорізької області, але найзапекліші — у Борисівці. Народна боротьба тривала три тижні, а потім люди просто залишилися без сил. Через деякий час сталінський уряд розпочав геноцид проти українського народу. Під час організованого радянською владою Голодомору 1932—1933 років померло щонайменше 249 жителів села.
24 листопада 2018 року в центрі села в Борисівка було встановлено пам'ятний знак на честь жінок, які влаштували бунт проти колективізації і голодомору. Ідея місцевого самоврядування увічнити пам'ять про ті події зустріло всіляке сприяння і підтримку. Матеріал для пам'ятного знаку виділили з кар'єру безоплатно. Транспортування та встановлення знаку пройшли за підтримки місцевих фермерів. Місце в центрі села знакове. Тут люди шанують пам'ять воїнів Другої світової війни, а також уродженця Борисівки, відомого у всьому світі дисидента Петра Григоренка.
12 червня 2020 року, відповідно до розпорядження Кабінету Міністрів України № 713-р «Про визначення адміністративних центрів та затвердження територій територіальних громад Запорізької області», село увійшло до складу Приморської міської громади.
19 липня 2020 року, в результаті адміністративно-територіальної реформи та ліквідації  Приморського району, село увійшло до складу Бердянського району.
З 24 лютого 2022 року, в ході широкомасштабного російського вторгнення в Україну, село тимчасово окуповане російськими загарбниками.

## Населення
Відповідно з переписом УРСР 1989 року чисельність наявного населення села становила 1231 особа, з яких 563 чоловіки та 668 жінок.
За переписом населення України 2001 року в селі мешкало 1135 осіб.

### Мова
Розподіл населення за рідною мовою за даними перепису 2001 року:
| Мова       | Відсоток |
| ---------- | -------- |
| українська | 87,34 %  |
| російська  | 12,14 %  |
| білоруська | 0,17 %   |
| болгарська | 0,17 %   |
| молдовська | 0,17 %   |

## Економіка
- ТОВ «Приморський Агротехсервіс».
- СВК «Лан».

## Об'єкти соціальної сфери
- Школа.
- Дитячий садочок.
- Будинок культури.
- Амбулаторія.

## Особистості
Уродженці села:
- Григоренко Микола Олексійович — Заслужений будівельник УРСР, кавалер ордена Слави трьох ступенів, почесний громадянин Бердянська.
- Григоренко Петро Григорович — радянський генерал-майор і правозахисник.
- Тарасенко Олександр Кирилович (1960—2022) — український художник. Помер у лікарні через отримане важке осколочне поранення у боях під Охтиркою в ході російського вторгнення в Україну.